# George Axelrod
Pour les articles homonymes, voir Axelrod.
George Axelrod est un dramaturge, scénariste, producteur, réalisateur et acteur américain né le 9 juin 1922 à New York aux États-Unis, et mort le 21 juin 2003 à Los Angeles en Californie.
Il est le père de l'actrice puis directrice de casting Nina Axelrod.

## Auteur de théâtre
- 1952 : The seven year itch (en), Fulton Theatre, New York
- 1953 : Demeure chaste et pure, adaptation française et mise en scène de la pièce précédente par Jacques Deval, théâtre Édouard-VII
- 1955 : Will Success Spoil Rock Hunter? (en), Belasco Theatre, New York
- Goodbye Charlie :
  - 1959 : Goodbye Charlie, Lyceum, New York (création)
  - 1964 : Au revoir Charlie, mise en scène Jacques Deval, théâtre des Ambassadeurs
  - 1979 : Goodbye Charlie, adaptation de Barillet et Gredy, mise en scène Georges Vitaly, théâtre Marigny, diffusée à la télévision dans Au théâtre ce soir
  - 2009 : Goodbye Charlie, mise en scène Didier Caron, théâtre de la Michodière

## Filmographie

### comme scénariste
- 1955 : Sept Ans de réflexion (The Seven Year Itch) de Billy Wilder
- 1956 : Arrêt d'autobus (Bus Stop) de Joshua Logan
- 1958 : La Brune brûlante (Rally 'Round the Flag, Boys!) de Leo McCarey
- 1961 : Diamants sur canapé (Breakfast at Tiffany's) de Blake Edwards
- 1962 : Un crime dans la tête (The Manchurian Candidate) de John Frankenheimer
- 1964 : Deux Têtes folles (Paris - When It Sizzles) de Richard Quine
- 1965 : Comment tuer votre femme (How to Murder Your Wife) de Richard Quine
- 1966 : Lord Love a Duck
- 1968 : The Secret Life of an American Wife (en)
- 1969 : Meine Frau erfährt kein Wort (TV)
- 1979 : Une femme disparaît (The Lady Vanishes) d'Anthony Page
- 1985 : Le Pacte Holcroft (The Holcroft Covenant) de John Frankenheimer
- 1987 : Le Quatrième Protocole (The Fourth Protocol) de John Mackenzie

### comme producteur
- 1962 : Un crime dans la tête (The Manchurian Candidate)
- 1964 : Deux Têtes folles (Paris - When It Sizzles)
- 1965 : Comment tuer votre femme (How to Murder Your Wife)
- 1966 : Lord Love a Duck

### comme réalisateur
- 1966 : Lord Love a Duck
- 1968 : The Secret Life of an American Wife (en)

### comme acteur
- 2000 : Un couple presque parfait (The Next Best Thing) : Bel Air Man

## Publications
- Beggar’s Choice, 1947
- Blackmailer, 1952
- Au-revoir Charlie [« Good bye Charlie »], Paris, Éditions  Paris-théâtre, s.d., 66 p. (BNF 32910216)
- George Axelrod (trad. de l'anglais par Élodie Leplat), La température de l'eau [« Where Am I Now - When I Need Me? »] (Roman), Paris, Sonatine, 2017, 203 p. (ISBN 978-2-355-84635-9, OCLC 1013917599)